# Метод Товарова

Прилад Товарова. Варіант.

Метод Товарова — метод визначення зовнішньої питомої поверхні порід, заснований на залежності швидкості проходження повітря крізь шар проби від площі її поверхні (ступеня дисперсності).

## Методика виконання
m = 3,33×δ×n,
де δ — дійсна густина матеріалу, кг/м³; n — коефіцієнт, що характеризує насипну густину і дисперсність матеріалу.
Для більшості високодисперсних матеріалів n = 1, для грубодисперсних n > 1 (рекомендується n = 3), для матеріалів з великою пористістю (наважка може не поміститися у кюветі) n < 1 (рекомендується n = 0,5).
На дно кювети 1 кладуть паперовий фільтр 6, поверх нього висипають наважку і розрівнюють її. Зверху наважки поміщають другий фільтр і ущільнюють наважку плунжером 2. Визначають висоту шару ущільненої наважки та видаляють плунжер з кювети. Відкривають кран 4 і ґумовою грушею 5 створюють такий тиск, щоб рівень води в манометричній трубці досяг нижнього краю верхньої колби. Закривають кран і секундоміром визначають час проходження меніска води в манометрі 3 між рисками I і II (при невеликій швидкості) або III і IV (при швидкому русі меніска). Під час випробувань фіксують температуру.
Зовнішню питому поверхню розраховують за формулою:
Sз = K×M×t½ /m,
Зовнішню питому поверхню визначають на двох паралельних наважках; різниця між результатами повинна бути не більше 5 м²/кг. Якщо різниця перевищує 5 м²/кг, дослідження повторюють ще на двох наважках та за кінцевий результат приймають середнє арифметичне двох найближчих значень.